# 에릭 리 프레밍거
에릭 리 프레밍거(Erik Lee Preminger, 1944년 12월 11일 ~ )는 미국의 배우, 전기 작가이다.
뉴욕에서 태어났다.

## 영화
- 로즈버드 (1975년)
- 갈등의 부부 (1972년)
- 서치 굿 프렌즈 (1971년)